# درغازبلكي (غوهران)
درغازبلکي (بالفارسية: درگازپلکی) هي قرية تقع في إيران في قسم غوهران الريفي. يقدر عدد سكانها بـ 0 نسمة بحسب إحصاء 2016.